# Набережная Назукина
На́бережная Назу́кина — главная набережная Балаклавы. Набережная в нынешнем виде была построена в основном в 1880-е и 1890-е годы на средства города. Работы выполнялись местным подрядчиком А. Христосопуло. На набережной сосредоточены развлекательные заведения — рестораны, кафе, бары, здесь находится яхт-клуб, дайвинг-центр, городской пляж, кинотеатр, причалы для частных яхт и яликов, а также пассажирских катеров. Набережная начинается от площади Первого Мая и заканчивается поворотом на улицу Рубцова. С набережной Назукина открывается вид на Балаклавскую бухту и гору Кастрон с руинами крепости Чембало.

## Название
После постройки с конца XIX века носила название Набережная или Набережная Балаклавы, в 1957 году в ознаменование сороковой годовщины Октябрьской революции была переименована в На́бережную Назу́кина в честь матроса-подводника Ивана Андреевича Назукина (1892—1920), который в 1917 году возглавил Революционный комитет, позже Балаклавский совет, в период немецкой оккупации руководил большевистским подпольем.

## Здания
Примечательные здания:
- Бывшая гостиница «Гранд Отель» (№ 3). Гостиница открылась первой в городе, в 1887 году. Здесь в 1904 году останавливался русский писатель Александр Куприн.
- Бывший доходный дом А. Христосопуло (№ 6, 1890-е годы)
- Бывшая гостиница «Россия» (№ 21).
- Кинотеатр «Родина» (№ 23) был выстроен в советское время в «сталинском» стиле. Сейчас закрыт, находится в аварийном состоянии.
- Бывшая дача Марецкой (№ 27). В советское время здесь разместилась городская библиотека имени А. И. Куприна. Это одно из самых выразительных сооружений на набережной. Здание было построено в начале XX века в эклектичном стиле, с использованием мотивов испанского ренессанса. Здание в плане четырёхугольное, одноэтажное, с выступающим ризалитом в виде полукруглой башни, которая увенчана двумя ярусами карнизов. Башня украшена скульптурами граций в нишах.
- Бывшая дача актрисы Соколовой (№ 51). Когда-то здание было одним из красивейших в городе, до 2009 года было в руинах, в 2010 восстановлено[2]. В его архитектуре использованы мотивы итальянского ренессанса. Во флигеле здания в 1907 году останавливалась украинская поэтесса Леся Украинка и её муж Климент Квитка. Здесь поэтесса написала стихотворение «Над горой зарницы блещут», работала над поэмами «В пуще» и «Руфин и Присцилла».

|                                                     |  |                                              |  |                                |
| Вид на набережную Назукина с Таврической набережной |  | Вид на набережную Назукина и центр Балаклавы |  | Библиотека имени А. И. Куприна |